# باشگاه فوتبال آینده‌سازان میهن نجف‌آباد
باشگاه فوتبال آینده سازان میهن نجف‌آباد یک تیم فوتبال بانوان در شهر نجف‌آباد بود.

## تیم فوتبال بانوان
عکس تیمی آینده سازان میهن نجف آباد قهرمان لیگ کوثر ۹۶–۱۳۹۵
تیم فوتبال بانوان آینده سازان نجف آباد در فصل ۹۶–۱۳۹۵ به عنوان قهرمانی لیگ دست یافت.
پس از قهرمانی در لیگ برتر بانوان ایران این باشگاه منحل و امتیاز این تیم به باشگاه فوتبال زنان سپاهان واگذار شد.
از بازیکنان برجسته این تیم می‌توان به وحیده ایثاری، فاطمه عادلی، فروغ موری و الهام فرهمند اشاره کرد.

## دست‌آوردها
| چهارچوب رقابت‌ها            | قهرمانی | نایب قهرمانی | تاریخ و فصل        |
| -------------------------- | ------- | ------------ | ------------------ |
| لیگ کوثر فوتبال زنان ایران | ۱ بار   | -            | - قهرمانی: ۹۶–۱۳۹۵ |